# Pedro Delgado Robledo

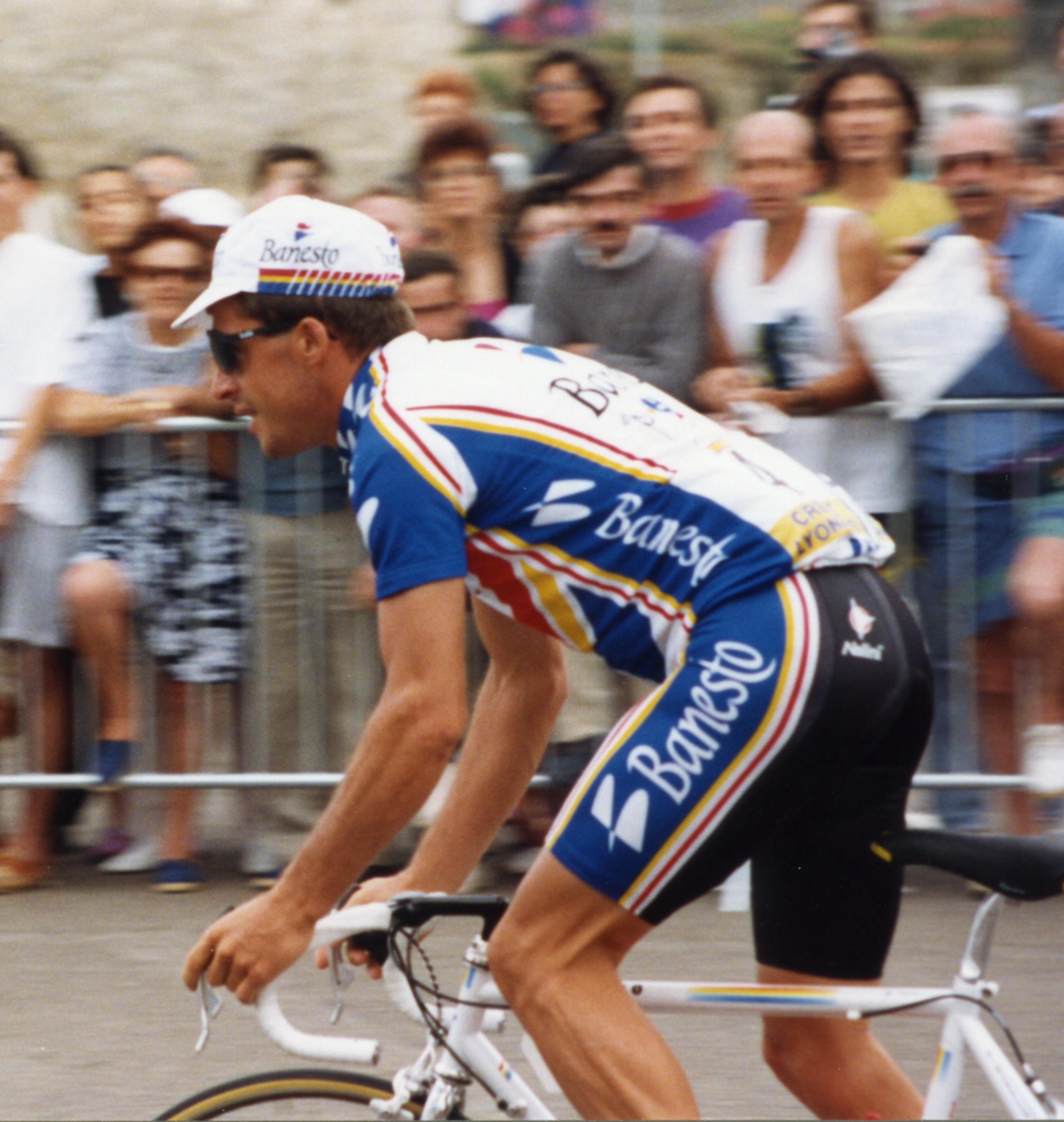
Pedro Delgado al Tour de França de 1993

Pedro Delgado Robledo   (Segòvia, 15 d'abril de 1960), més conegut com a Perico Delgado ha estat ciclista professional, guanyador del Tour de França de 1988 i de dues Voltes Ciclistes a Espanya, el 1985 i 1989.

## Delgado com a ciclista
Forjà la seva carrera com a ciclista d'elit a les ordres de José Miguel Echávarri i Eusebio Unzué, que varen ser també els descobridors de Miguel Induráin. Gran escalador i irregular, fou el gran precursor del boom ciclista espanyol a la dècada dels 80 i 90. A la seva ombra es forjà Induráin, de qui va acabar sent gregari de luxe. Des de la seva retirada, exerceix com a comentarista de les grans voltes ciclistes a la ràdio i a la televisió.

## El Tour de França
Delgado participà per primer cop a la ronda gal·la el 1983, revelant-se com un molt bon escalador i un corredor d'extraordinària valentia en els descensos. Arribà fins al segon lloc de la general l'any de la seva presentació, però un defalliment acabà amb les seves possibilitats.
El 1984 abandonà, després de fracturar-se la clavícula en un descens, quan ocupava el cinquè lloc de la general. El 1986 es va retirar de la cursa en conèixer la mort de la seva mare durant una etapa.
El 1987 protagonitzà un duel èpic davant Stephen Roche, que va acabar amb la victòria de l'irlandès per 40 segons de diferència a la classificació general final, després d'una contrarellotge a cara o creu i d'una etapa de muntanya on Roche va necessitar oxigen per recuperar-se de l'esforç.
La seva gran victòria es produí l'any següent, en què aconseguí més de set minuts d'avantatge sobre el segon classificat, l'holandès Stephen Rooks i gairebé deu sobre el colombià Fabio Parra. Tot i així, l'ombra del doping va caure sobre Delgado quan un control va assenyalar que havia pres un substància prohibida, tot i que la contraanàlisi va demostrar la seva innocència. El 1989 protagonitzà una anècdota sense precedents en la història del Tour en perdre's pels carrers de Luxemburg i arribar tard a la sortida de l'etapa pròleg, per la qual cosa inicià la defensa del mallot groc des de pràcticament l'última posició. L'endemà, un defalliment provocà que, a la segona etapa, ja dugués gairebé 10 minuts de desavantatge amb els seus principals rivals. Malgrat tot, acabà tercer a la general, per darrere de l'americà Greg LeMond i del francès Laurent Fignon.
El 1990 Delgado acabà quart després d'haver intentat destronar a Lemond, però una gastrointeritis no li va permetre atacar als Pirineus i va deixar el Tour en mans de l'americà. A partir de 1991 començà l'era de Miguel Indurain i Delgado es convertí en el principal suport del navarrès, acabant entre els 10 primers en el Tour de 1992 i guanyant la prova en la classificació per equips.

## Vuelta a España
Delgado sempre ha realitzat bons papers a la Vuelta a España. En va ser guanyador l'any 1985 després d'una llarga escapada per les serres de Madrid i passant per la seva Segòvia natal i derrotant a Robert Millar en la classificació final. El 1989 tornaria a guanyar la ronda espanyola després d'una excepcional actuació a l'estació de Cerler on va guanyar l'etapa, a la cronoescalada de Valdezcaray i als llacs de Covadonga. Tot i així, Fabio Parra va estar a punt de batre'l, i fins a la contrarellotge de l'antepenúltim dia no es va decidir la prova.
A més a més, una escapada de Parra el dia abans d'arribar a Madrid va estar a punt d'arruïnar la festa a Delgado. Aquell dia, a més a més, va ser polèmic, ja que les càmeres de la televisió colombiana, d'on era Parra, van enganxar Delgado passant sobre un corredor rus d'un altre equip que el va ajudar a reduir temps durant l'etapa. La mateixa televisió colombiana va acusar Delgado de suborn.

## Giro d'Itàlia
Delgado va participar en l'edició de 1988 per a preparar el Tour de França que acabaria guanyant. El periodista José María García el va criticar durament per aquesta decisió, en una prova en què Delgado no va passar d'un segon lloc en una de les etapes de muntanya. L'any 1991 hi va tornar sense gens d'èxit, ja que va quedar molt lluny del guanyador.

## Palmarès
- 1979
  - Vencedor d'una etapa del Tour de l'Avenir
  - Vencedor de 2 etapes a la Volta a Segòvia
- 1980
  - 1r a la Volta a Tarragona
- 1981
  - 1r a la Volta a Múrcia
- 1982
  - 1r a la Clàssica de Sabiñánigo
  - Vencedor d'una etapa de la Volta a Cantàbria
- 1983
  - 1r a la Volta a Aragó i vencedor d'una etapa
  - Vencedor d'una etapa de la Vuelta a los Valles Mineros
- 1985
  -  1r a la Volta a Espanya i vencedor d'una etapa
  - Vencedor d'una etapa del Tour de França
- 1986
  - Vencedor d'una etapa del Tour de França
- 1987
  - Vencedor d'una etapa del Tour de França
- 1988
  -  1r al Tour de França i vencedor d'una etapa
  - 1r al Gran Premi Naquera
  - 1r al Gran Premi Navarra
- 1989
  -  1r a la Volta a Espanya i vencedor de 3 etapes
  - 1r al Gran Premi Naquera
- 1990
  - 1r al Trofeu Comunitat Foral de Navarra
  - Vencedor d'una etapa de la Setmana Catalana
- 1991
  - 1r a la Volta a Burgos
  - 1r a la Pujada a Urkiola
  - 1r a la Clásica a los Puertos
- 1992
  - Vencedor d'una etapa de la Volta a Espanya
- 1993
  - 1r a la Setmana Catalana i vencedor d'una etapa

### Resultats al Tour de França
- 1983. 15è de la classificació general
- 1985. 6è de la classificació general. Vencedor d'una etapa
- 1986. Abandona (18a etapa). Vencedor d'una etapa
- 1987. 2n de la classificació general. Vencedor d'una etapa. Porta el mallot groc durant 4 etapes
- 1988.  1r de la classificació general. Vencedor d'una etapa. Porta el mallot groc durant 11 etapes
- 1989. 3r de la classificació general
- 1990. 4t de la classificació general
- 1991. 9è de la classificació general
- 1992. 6è de la classificació general
- 1993. 9è de la classificació general

### Resultats al Giro d'Itàlia
- 1988. 7è de la classificació general
- 1991. 15è de la classificació general

### Resultats a la Volta a Espanya
- 1982. 29è de la classificació general
- 1983. 15è de la classificació general
- 1984. 4t de la classificació general
- 1985.  1r de la classificació general. Vencedor d'una etapa
- 1986. 10è de la classificació general
- 1987. 4t de la classificació general
- 1989.  1r de la classificació general. Vencedor de 3 etapes
- 1990. 2n de la classificació general
- 1992. 3r de la classificació general. Vencedor d'una etapa
- 1993. 6è de la classificació general
- 1994. 3r de la classificació general